# Gary Gardner
Gary Gardner (* 29. Juni 1992 in Solihull) ist ein englischer Fußballspieler. Seit seiner Jugend bis 2019 stand er beim englischen Erstligisten Aston Villa unter Vertrag, seitdem spielt er für den Zweitligisten und Stadtrivalen Birmingham City. Er wird bevorzugt im zentralen Mittelfeld eingesetzt.

## Karriere

### Verein
Gardner wurde seit seiner Jugend im Ausbildungszentrum des Premier-League-Vertreters Aston Villa trainiert, jedoch musste er bereits früh in seiner Karriere für längere Zeit pausieren, als er sich im Dezember 2009 einen Kreuzbandriss zuzog. Vor seiner Verletzung zeigte er für einen Mittelfeldspieler beachtliche Torerfolge, als er bis zum Dezember der Saison 2009/10 14 Tore erzielte. Nachdem er sich von seiner Verletzung erholt hatte, spielte er vorerst weiter mit der zweiten Mannschaft der Villans in der Premier Reserve League. Dort hatte er mit einem Tor und zwei Vorlagen Anteil am historischen 10:1-Erfolg seiner Mannschaft über den FC Arsenal.
Durch seine guten Leistungen nahm er schließlich mit der ersten Mannschaft an der Vorbereitung zur Saison 2011/12 teil, wo er bei der Premier League Asia Trophy im Spiel gegen den FC Chelsea erstmals eingesetzt wurde. Um ihm jedoch weiterhin Spielpraxis zu gewähren, vereinbarte man mit dem Zweitligisten Coventry City im November 2011 eine auf einen Monat begrenzte Kurzleihe. In seinem ersten Spiel dort gelang ihm gegen Brighton & Hove Albion direkt ein Tor. Aufgrund von personellen Engpässen bei Aston Villa wurde er bereits vorzeitig von seiner Leihe zurückbeordert.
Demzufolge kam er dann, am 31. Dezember 2011, zu seinem ersten Premier League Einsatz im Spiel gegen den FC Chelsea. Diesem Spiel folgten weitere Einsätze in Pokal und Liga, so gab er im Spiel gegen die Wolverhampton Wanderers am 21. Januar 2012 sein Startelfdebüt.
In den folgenden Jahren wurde Gardner mehrfach ausgeliehen und spielte für die Zweitligisten Sheffield Wednesday, Brighton & Hove Albion, Nottingham Forest, FC Barnsley und Birmingham City. Lediglich in der Football League Championship 2016/17 kam er für seinen abgestiegenen Heimatverein Aston Villa regelmäßig zum Einsatz und bestritt sechsundzwanzig Ligapartien. Am 30. Oktober 2016 erzielte er dabei seinen ersten und einzigen Ligatreffer für Villa bei einem 1:1-Unentschieden bei Birmingham City.
Nachdem er in der Vorsaison bereits auf Leihbasis für den Verein aktiv gewesen war, wechselte Gary Gardner Anfang Juli 2019 zum Stadtrivalen  Birmingham City und unterschrieb einen bis 2022 gültigen Vertrag.

### Nationalmannschaft
Gardner durchlief bisher nahezu alle Jugendmannschaften seines Landes und nahm infolgedessen an der U-17 EM 2009, an der U-20 WM 2009 sowie an der Qualifikation zur U-21 EM 2013 teil.

## Persönliches
Gary Gardner ist der jüngere Bruder von Craig Gardner, der ebenfalls Fußballprofi ist und lange Zeit in der ersten und zweiten Mannschaft von Aston Villa gespielt hat.